# کیرشن
شهر کیرشن (به آلمانی: Kirchen) در ایالت راینلند-فالتز در کشور آلمان واقع شده‌است.
این شهر حدوداً در نزدیکی رود سیگ واقع شده‌است. و در ۱۲ کیلومتری جنوب غربی شهر زیگن قرار دارد. از ویژگی‌های مهم شهر می‌توان به قلعه فرایسبرگ اشاره کرد.